# Síndrome de Proteus

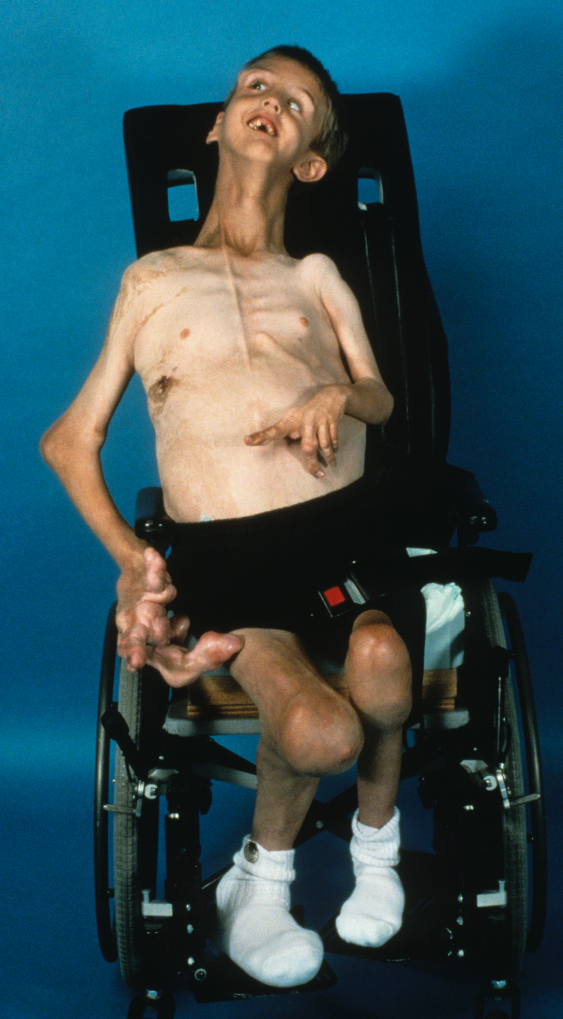
Um paciente com síndrome de proteus.

A síndrome de Proteus é uma doença congênita que causa crescimento exagerado e patológico da pele com tumores subcutâneos, desenvolvimento atípico com macrodactilia e hemi-hipertrofia. É uma doença extremamente rara: se descreveram cerca de 101 casos em todo mundo. Por causa dessa raridade, não há muitos estudos na área atualmente, e quase todos os acontecimentos, praticamente, não têm solução.
A síndrome de Proteus foi reconhecida pela primeira vez como entidade nosológica distinta em 1979 por Cohen e Hayden, que a descreveram como uma nova síndrome hamartomatosa. O termo hamartoma vem do grego Hamartia – erro, Oma – crescimento tumoral Segundo Vieira et al em 1983 Wiedeman propôs o nome síndrome de Proteus para essa doença, descrevendo quatro casos com as seguintes características: gigantismo parcial das mãos e dos pés, nevo pigmentado, hemi-hipertrofia, tumores subcutâneos, macrocefalia e outras anomalias cranianas e viscerais.
O nome Proteus deriva do deus grego deus marinho filho dos titãs Tétis e Oceano, ou ainda de Poseidon, tido como possuidor de dons proféticos revelador do destino, esquivo arredio diantes dos humanos capaz de assumir aparencias monstruosas.
Consta que esta doença teria permanecido desconhecida, se não fosse o caso de Joseph Merrick, O homem elefante, foi um caso particularmente grave desta síndrome, além da neurofibromatose que também acredita-se que tinha.
Em 1980 foi rodado o filme "O Homem Elefante" (The Elephant Man) dirigido por David Lynch e estrelado por Anthony Hopkins, John Hurt, Anne Bancroft e John Gielgud. No filme, o ator John Hurt interpreta Joseph Carey Merrick, onde é relatada sua vida e as dificuldades enfrentada por ele portar a doença que provocou deformidades em 90% do seu corpo.
Em vida, Joseph, quando criança foi rejeitado por sua aparência, sendo assim, expulso de casa. Após isso, tentou vender livros, mas não obteve muito sucesso por causa de sua aparência. Depois de meses tentando arrecadar fundos para viver, foi "resgatado" por um circo de aberrações, onde foi posto como atração sob o título de "A parte mais degradante do ser humano". Após tempos de circenses, um médico dos arredores o recolheu para análise e tratamento. Em 1890, Joseph veio a falecer numa tentativa de imitar o comportamento normal, onde Joseph se reclinou para dormir deitado, causando assim um deslocamento acidental do pescoço, que não suportava o peso da cabeça durante o sono (antes do ocorrido, Joseph dormia sentado, apoiado em almofadas, todas as noites). A extrema-unção foi-lhe ministrada por Wynne Edwin Baxter, que havia ganhado notoriedade por ter cuidado de várias vítimas assassinadas por Jack o Estripador, em 1888.